# Topoisomeras I

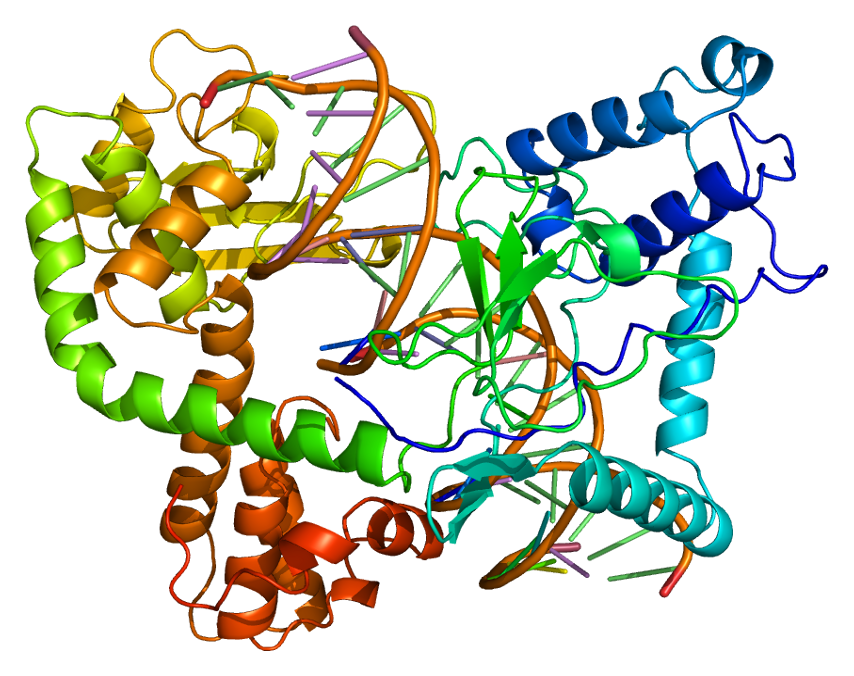
Topoisomeras I

Topoisomeras I är ett enzym av typen topoisomeras typ I. Hos människor kodas topoisomeras I av genen TOP1.

## Funktion
Topoisomeras I ändrar topologin av en DNA-molekyl under transkription, genom att tillfälligt bryta upp en av DNA-strängarna, rotera den runt den intakta strängen och sen återförena den igen.